# Station Bouchain
Station Bouchain is een spoorwegstation in de Franse gemeente Bouchain.